# Emil Schmetzer
Emil Schmetzer (* 19. Juni 1908 in Mannheim; † 21. September 1988) war ein deutscher Fußballschiedsrichter.

## Leben
Emil Schmetzer war seit dem Alter von 20 Jahren Mitglied des SV Waldhof Mannheim und wurde mit 22 Schiedsrichter. 1950 wurde er FIFA-Schiedsrichter und pfiff 13 Länderspiele. Bei der Fußball-Weltmeisterschaft 1954 in der Schweiz wurde er nach Alfred Birlem als zweiter Deutscher bei einer WM eingesetzt und leitete das Spiel England gegen Belgien, das 4:4 nach Verlängerung endete. Auf nationaler Ebene herausragend waren seine Einsätze im Finale des Tschammerpokals 1943 (First Vienna FC 1894 – LSV Hamburg 3:2 n. V.) und im Endspiel um die deutsche Meisterschaft 1954, in dem Hannover 96 den 1. FC Kaiserslautern 5:1 schlug. Insgesamt leitete Schmetzer etwa 1600 Spiele.
Darüber hinaus war Schmetzer von 1943 bis 1980 Vorsitzender des Sportkreises Mannheim und stellvertretender Vorsitzender des Badischen Sportbunds. Dem Mannheimer Gemeinderat gehörte er als SPD-Mitglied von 1963 bis 1975 an.
Von Beruf war Schmetzer Kaufmannsgehilfe. Er arbeitete von 1929 bis 1949 bei der BBC, unterbrochen von Kriegsdienst und Gefangenschaft 1944/45, und war dann Geschäftsführer der Staatlichen Sport-Toto GmbH Stuttgart in Mannheim.
Schmetzer wurde mit der Ehrennadel des Deutschen Fußball-Bundes und dem goldenen Ehrenring des SV Waldhof Mannheim ausgezeichnet. 1973 erhielt er das Bundesverdienstkreuz am Bande und 1978 die große Verdienstmedaille des Badischen Sportbunds.